# 高堤耶
沃特·安德烈·德貝克爾（Wouter Andre De Backer，1980年5月21日—），是一名澳大利亚、比利时双重国籍的创作型歌手。以其艺名高堤耶（Gotye，/ˈɡɔːti.eɪ/ GAW-tee-ay）广为人知，“Gotye”得源于“Gauthier”。
Gotye迄今已经独立发行了三张录音室专辑以及一张混音专辑。他也是澳大利亚墨尔本獨立流行乐队The Basics的成员之一，这支乐队从2002年起已经发行了三张录音室专辑。Gotye在2011年发行的单曲“Somebody that I used to know”在美国告示牌百强单曲榜上夺冠，使他成为第五位获此殊荣的澳大利亚人及第二位比利时人。Gotye也获得了5项ARIA五项大奖。Gotye形容自己“不像一个音乐家，而更像一个修补匠”。

## 生平
Gotye于1980年出生于比利时布鲁日，两岁时随家庭移居到澳大利亚。刚抵达澳大利亚时住在悉尼，随后定居在维多利亚州的Montmorency。在上小学时，他的父母将他的名字英语化为Walter。
在2013年2月举行的第55届格莱美奖上，他贏得三項獎項成為當晚最大赢家，《Somebody That I Used to Know》为他们赢得年度最佳製作奖和最佳流行組合或團體奖，《Making Mirrors》获得最佳另類音樂專輯奖。